# مارینر ۱۰
مارینر ۱۰ یک فضاپیمای رباتیک آمریکایی با وزن ۵۷۶ کیلوگرم بود که در سال ۱۹۷۳ توسط ناسا به فضا پرتاب شد. این مدارگرد هفتمین مدارگرد از سری مارینرها بود و در سال ۱۹۷۴ از ۷۰۵ کیلومتری تیر (عطارد) گذشت. این کاوشگر تا سال ۱۹۷۵ سه بار از نزدیکی سیاره گذشت و حدود ۲٬۷۰۰ عکس گرفت. این عکسبرداری‌ها تنها حدود ۴۰ درصد سطح تیر را پوشش دادند. این فضاپیما، نخستین فضاپیمایی بود که امکانات عکاسی داشت؛ علاوهٔ این به عنوان نخستین فضاپیمایی که برای رسیدن به یک سیاره از گرانش سیارهٔ دیگر استفاده می‌کند، به حساب می‌آید. این فضاپیما در حال حاضر در یک مدار به دور خورشید می‌چرخد.
سیارهٔ تیر شرایط سخت دمایی و دینامیکی برای مشاهده توسط یک فضاپیما دارد و تاکنون فقط توسط یک فضاپیما، مارینر ۱۰ مشاهده شده‌است. مأموریت مارینر ۱۰ چرخش به دور تیر نبود و فقط با سرعت خیلی زیاد (۵۰ کیلومتر بر ثانیه) از کنار آن عبور نماید، اما برای قرار گرفتن در مداری به دور تیر نیاز به مقدار زیادی سوخت برای کم کردن سرعت داشت. حداقل دو مأموریت برای دههٔ آینده برنامه‌ریزی شده‌است تا با سیاره مواجه شده و در مدار قرار گیرد. فضاپیمای مسنجر نیز توسط ناسا در اوت ۲۰۰۴ به فضا پرتاب شد و در تاریخ ۳۰ مارس ۲۰۱۵ پس از ۱۱ سال، ماموریت این فضاپیما با کوبیده شدن به سطح سیاره تیر پایان یافت. همچنین آژانس فضایی اروپا با همکاری آژانس کاوش‌های هوافضای ژاپن، در ۲۰ اکتبر ۲۰۱۸ فضاپیمای بپی کلمبو متشکل از دو ماهواره را به فضا فرستادند.
مأموریت مارینر ۱۰ یکی ار پیچیده‌ترین ماموریت‌های سیاره‌ای تا زمان خودش بود. در ۳ نوامبر ۱۹۷۳ پرتاب گردید. ۲۵ دقیقه پس از پرتاب و خاموش شدن راکت Centaur مرحلهٔ دوم آغاز گردید. در این مرحله با احتراق موشک، فضاپیمای مارینر در جهتی عکس حرکت مداری زمین حرکت نمود که سرعت و شتاب پایین‌تری (نسبت به خورشید) از سرعت مداری زمین پیدا می‌کرد. این مسئله باعث می‌گردید که توسط میدان گرانشی خورشید به سمت داخل حرکت نموده و در مواجه با ناهید قرار گرفت. پس از چند ماه و نزدیک شدن مارینر به ناهید، توسط میدان گرانشی ناهید سرعت آن کاهش یافته و به سمت خورشید برگشته و به سوی تیر رهسپار گردید.
مارینر ۱۰ حاصل یک دهه کار بود که از سال ۱۹۶۲ با مأموریت ناهید آغاز و به مدار گرد بهرام در سال ۱۹۷۱ ختم گردید. مارینر ۱۰ آخرین فضاپیما از مجموعهٔ مارینر بود که پرواز نمود. همانند دیگر مارینرها ساختار هشت وجهی داشت و دارای پنل سلول‌های خورشیدی، یک باتری برای قدرت الکتریکی، موتورهای جت با گاز نیتروژن برای کنترل در سه جهت سنسورهای خورشید و ستاره برای جهت‌یابی، رادیو با باند S (طول موج ۱۲٫۶ سانتی‌متری) و راکتی با سوخت هیدروژن برای اصلاح مسیر بود.
وزن فضاپیما ۵۳۴ کیلوگرم بود. وزن وسایل علمی برای اندازه‌گیری‌ها ۷۸ کیلوگرم بود. پروژه مارینر فضاپیما را برای رسیدن به تیر با تغییراتی همراه نمود زیرا به نزدیک‌ترین فاصله با خورشید می‌رسید که هیچ فضاپیمای دیگری در آن فاصله قرار نگرفته بود. در واقع در معرض تابش خورشید قرار گرفتن آن ۴٫۵ برابر بیشتر از مقدار نرمال روی زمین بود و نیاز به کنترل‌های دما داشت تا دما را در سطحی نگه دارد که به سیستم فضاپیما صدمه وارد نشود. در حالی‌که فضاپیما به خورشید نزدیک می‌شد، پانل‌ها می‌چرخیدند و زاویه را طوری تغییر می‌دادند که دما را در حد ۱۱۵ درجهٔ سانتی‌گراد ثابت نگه دارند. مارینر ۱۰ قادر بود ۱۱۸ کیلوبایت بر ثانیه داده‌های تصویری و ۲۴۵۰ بیت بر ثانیه سایر داده‌ها را ارسال نماید.
- در ۵ فوریهٔ ۱۹۷۴ از فاصله ۴٬۲۰۰ کیلومتری ناهید عبور نمود و ۴٬۰۰۰ عکس تهیه نمود.
- در ۲۹ مارس ۱۹۷۴ از کنار تیر و از ارتفاع ۷۵۶ کیلومتری عبور کرد و عکس‌های تهیه‌شده مناظری همانند ماه و پر از دهانه‌ها را نشان داد و جو آن عمدتاً از هلیوم تشکیل شده بود.
- در ۲۱ سپتامبر ۱۹۷۴ دومین عبور از کنار تیر را انجام داد. از ارتفاع ۴۷٬۰۰۰ کیلومتری عبور نمود.
- در ۱۶ مارس ۱۹۷۵ سومین عبور انجام گردید. از ارتفاع ۳۲۷ کیلومتری عبور و ۳۰۰ عکس و اندازه‌گیری از میدان مغناطیسی انجام داد.
- در ۲۴ مارس ۱۹۷۵ مارینر ۱۰ غیرفعال شد.

## نگارخانه

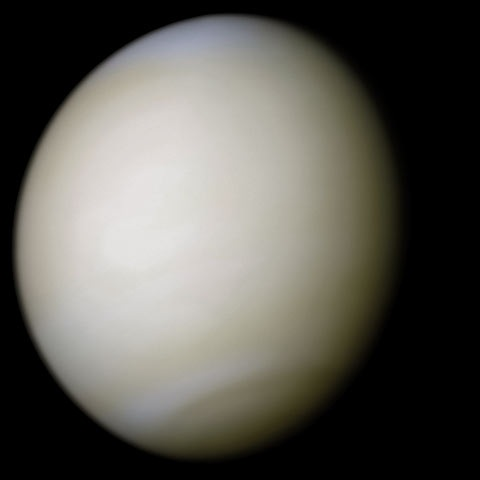
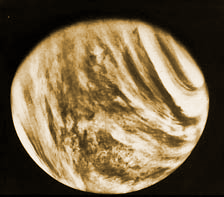